# Большая Орловка (Ростовская область)
Больша́я Орло́вка — слобода в Мартыновском районе Ростовской области.
Административный центр Большеорловского сельского поселения.

## Физико-географическая характеристика

### Географическое положение
Большая Орловка расположена в центральной части Ростовской области. Ближайшая трасса «Ростов-на-Дону-Волгодонск». Расстояние до областного центра г. Ростов-на-Дону 170 км. Расстояние до районного центра сл. Большая Мартыновка 35 км. Через слободу протекает р. Сал.

### Улицы
| - пер. Безымянный - пер. Водный - пер. Заводской - пер. Зеленый - пер. Лиманский - пер. Мостовой - пер. Парковый - пер. Хихлунова - пер. Школьный | - ул. Базарная - ул. Берестова - ул. Дорожная - ул. Ковалева - ул. Комсомольская - ул. Красноармейская | - ул. Октябрьская - ул. Партизанская - ул. Революционная - ул. Сальская - ул. Советская - ул. Строительная |

## Этимология
Название слободы происходит от Василия Петровича Орлова, как земля данная ему во владение.

## История
В хазарское время в районе Большой Орловки существовали поселения салтово-маяцкой культуры. В близлежащем могильнике найдено много археологических памятников.

### Российская империя
Большая Орловка вторая по значимости и по своей исторической судьбе слобода, после Большой Мартыновки. До революции различий между ними не было, обе слободы были волостными центрами 1-го Донского округа.
День рождения слободы Большая Орловка установлен 15 июля 1787 г.
Стараниями краеведов Большой Орловки в Ростовском государственном архиве Ростовской области (ГАРО) найдены подлинные документы подтверждающие эту дату — грамоту дающую право полковнику  Василию Петровичу Орлову на владение землей и заселение её крестьянами «15 июля 1787 года Войсковое гражданское правительство войска Донского вынесено определение: позволить полковнику Василию Петровичу Орлову занять место под мельницу на реке Сал выше Четырех Яров устье Обливской (Обливной) балки».
Земля получена, но без работников, она не даст никакого дохода, не будет обрабатываться. Василий Петрович Орлов  приглашает сюда жителей юга Украины, привычных жить на степных просторах. Он обещает «Золотые горы» — землю и волю, что по тем временам было настоящим благом для работающих крестьян. За крестьянами — тавричанами потянулись работники из Воронежской губернии, где так же говорят на украинском языке. Отсюда и остался у коренных жителей, до сих пор украинский говор. Таким образом возникло поселение, называемое слободой, где крестьяне селились с особыми привилегиями. Историк 19 века Николай Костомаров так описывает эти привилегии — «Если у владельца много земли, то он обещает поселянам, которые согласны жить на земле, льготы, то есть: они меньше будут больше земли и какие ни будь угодья». Жители сальских слобод официально числились свободными, так как донские старшины дворянами не являлись и крепостными владеть не имели права.

### СССР
Когда стал вопрос о создании района, то в областном центре долго примеряли где быть райцентру; либо в Большой Орловке, либо в Большой Мартыновке. Выбор пал на Мартыновку, но председателем райисполкома стал большеорловец Захар Филимонович Ковалев. Таким образом был найден компромисс.

### Слободские праздники
День рождения слободы Большая Орловка установлен 15 июля 1787 г, но празднуют во второй половине сентября.

## Население

### Национальный состав
Национальный состав на 01.01.2008 года:
| Национальность        | Численность, чел. |
| --------------------- | ----------------- |
| Русские               | 2702              |
| Турки                 | 850               |
| Азербайджанцы         | 433               |
| Украинцы              | 186               |
| Белорусы              | 29                |
| другие национальности | 116               |
| Всего населения       | 4326              |

### Демографические показатели
| 2002 | 2010  |
| ---- | ----- |
| 4300 | ↘4063 |

## Социальная сфера

### Образование
В 1872 году была открыта трехклассная церковно-приходская школа количеством учеников 60 человек. Главным предметом был Закон Божий. Главным учителем был поп Федор.
В 1910 году на средства, собранные жителями слободы, была построена четырехклассная начальная школа. Первым директором новой школы был Чайкин Иван Дмитриевич. После Октябрьской революции школа стала называться — Школа первой ступени.
В 1923 году в здании купца Нечаева была открыта Школа второй ступени. В ней учились ученики 5, 6 и 7 классов. Эта школа получила название: Школа крестьянской молодежи (ШКМ). В 1940 году семилетняя школа расширилась и превратилась в среднюю школу. Но выпуска она не сделала — помешала война. В 1953—1954 года произошел первый выпуск Большеорловской средней школы.
В 1962 году было построено новое двухэтажное здание школы. К этому времени в школе уже было 25-26 классов по 35 человек в классе, всего же около 900 учащихся.
В 1985 году в слободе было построено новое трехэтажное здание школы на 624 ученика, которая принимает учащихся и в наше время.

### Социальная защита населения

#### Мартыновский дом-интернат для престарелых и инвалидов
Государственное бюджетное учреждение социального обслуживания населения «Мартыновский дом-интернат для престарелых и инвалидов» открыт 19 апреля 2001 г.
в соответствии с постановлением Главы Администрации области от 01.09.2000 г. "О создании государственного областного учреждения социальной защиты населения «Мартыновский дом-интернат для престарелых и инвалидов».
Интернат является домом на 60 мест, с одним отделением милосердия (25 мест). Расположен в 2-х корпусах, построенных в 1968 году(Раньше в этих зданиях располагался детский садик). Дом-интернат обслуживают 62 сотрудника, из них 30 сотрудников медицинский персонал. Интернат является учреждением 4-го типа.

### Детские сады
В советское время существовало 2 детских садика. Но в нынешние время работает только один, в здании второго сейчас находится дом-интернат для престарелых и инвалидов.

### Спорт
В слободе есть своя футбольная команда, а также стадион где проводятся матчи на кубок района.
Планируется постройка плавательного бассейна, на территории большеорловской средней школы.

## Достопримечательности

### Храм рождества Христова
Среди населения бытует мнение, что первая церковь здесь была воздвигнута после трёх лет как землю отдали Орлову, то есть 1790 году. Деревянную церковь перевезли из Воронежской или Орловской губерний. Судьба этой церкви неизвестна, но в 1942 при бомбардировке слободы, уже каменная церковь была повреждена, а впоследствии разобрана на берегу реки Сал. Новая церковь существует с 2001 года. В будущем планируется постройка церкви по образцам каменной церкви, разрушенной во время Великой Отечественной войны.

## Уроженцы
В слободе родился Александр Николаевич Ананьев, актёр и драматург, народный артист Украины.